# Aleks Ławniczak
Aleks Ławniczak, né le 5 mai 1999 à Poznań en Pologne, est un footballeur polonais qui évolue au poste de défenseur central au Zagłębie Lubin.

## Biographie

### Warta Poznań
Né à Poznań en Pologne, Aleks Ławniczak est formé par l'un des clubs de sa ville natale, le Warta Poznań. Il fait ses débuts en professionnel avec ce club, alors en deuxième division polonaise. Il joue son premier match le 14 septembre 2019, face au Bruk-Bet Termalica Nieciecza. Il est titularisé et les deux équipes se neutralisent (1-1 score final).
Ławniczak participe à la montée du club en première division, le Warta Poznań sortant victorieux de son match de barrage à l'issue de la saison 2019-2020, et retrouvant la première division polonaise 25 ans après l'avoir quittée.
Ławniczak fait ses débuts dans l'élite du football polonais le 23 août 2020, lors de la première journée de la saison 2020-2021, contre le Lechia Gdańsk. Il est titularisé et son équipe s'incline par un but à zéro ce jour-là. Il marque son premier but en première division le 25 septembre 2020, face au Wisła Płock. Titulaire, il ouvre le score de la tête et participe à la victoire de son équipe par trois buts à un.

### Zagłębie Lubin
Le 6 janvier 2022, le du mercato hivernal, Aleks Ławniczak s'engage en faveur du Zagłębie Lubin. Il signe un contrat de trois ans et demi et vient pour renforcer une défense défaillante, qui prend beaucoup de buts depuis le début de la saison. 
Il joue son premier match sous ses nouvelles couleurs le 4 février 2022, lors d'une rencontre de championnat contre le Legia Varsovie. Il est titularisé et son équipe s'incline par trois buts à un.
Le 30 août 2022, Ławniczak inscrit son premier but pour le Zagłębie Lubin, à l'occasion d'une rencontre de coupe de Pologne face au Start Jełowa. Titulaire, il ouvre le score sur un service de Filip Starzyński et son équipe l'emporte (0-4 score final).